# Aeroporto Internazionale di Tabarka-Aïn Draham
L'aeroporto Internazionale di Tabarka-Aïn Draham (in francese Aéroport international de Tabarka–Aïn Draham, in arabo مطار طبرقة-عين دراهم الدولي‎?) è un aeroporto tunisino che serve la cittadina di Tabarka e la regione nord-occidentale del paese.

## Storia
L'aeroporto è stato costruito nel 1992 per servire la regione nord-occidentale della Tunisia. Il suo nome originale (Aeroporto Internazionale di Tabarka-7 novembre) trae origine dal colpo di stato, orchestrato dall'allora primo ministro Zine El-Abidine Ben Ali, che il 7 novembre 1987 spodestò Habib Bourguiba, il primo presidente della Tunisia. L'aeroporto è stato rinominato in seguito alla rivoluzione del 2011 che ha rovesciato il regime di Ben Ali.
L'infrastruttura era una delle principali porte d'accesso alla regione, specie per i turisti stranieri. Tuttavia, a causa del declino del turismo dopo la rivoluzione, l'aeroporto ha registrato un calo del traffico. Nel 2010, 63.000 passeggeri sono transitati dall'aeroporto di Tabarka; l'anno successivo, ha ricevuto meno di 18.000 passeggeri.